# Summer Smith
Summer Smith er en af hovedpersonerne i den amerikanske tegnefilmserie Rick and Morty. Figuren er skabt af Justin Roiland og Dan Harmon, og Summer er en konventionel og ofte overfladisk teenager på 17 år, da serien begynder, der er besat af at forsøge at forbedre sin sociale status blandt sine jævnaldrende. Hun er kendt for sin smarte og humoristiske personlighed og for sin fingerfærdighed, og karakteren er blevet godt modtaget. Hun er en velmenende og intelligent storesøster til Morty Smith, datter af Jerry og Beth Smith, og barnebarn af den gale videnskabsmand Rick Sanchez.
Efter Rick og Morty forlod deres oprindelige virkelighed i episoden "Rick Potion #9" i første sæson, blev der introduceret en ny Summer, der er identisk til den oprindelige Summer. Den oprindelige Summer viser sig at herske over en post-apokalyptisk ødemark med sine forældre i episoden "The Rickshank Rickdemption" i tredje sæson og Rick and Morty tegneserien. Sidstnævnte etablerer også at Summer er panseksuel, der er et karaktertræk som senere bliver inkorporeret i tv-serien.